# Středoevropský pohár 1928
Sezóna 1928 byla druhým ročníkem Středoevropského poháru. Zúčastnily se dva nejlepší týmy z uplynulého ročníku domácí ligy z Československa, Rakouska, Maďarska a Jugoslávie. Vítězem se stal tým Ferencvárosi TC.

## Čtvrtfinále
| Domácí v 1. zápase    | Celkem | Hosté v 1. zápase  | 1. zápas | 2. zápas |
| --------------------- | ------ | ------------------ | -------- | -------- |
| SK Admira Wien        | 6 - 4  | SK Slavia Praha    | 3 - 1    | 3 - 3    |
| OFK Bělehrad          | 1 - 13 | Ferencvárosi TC    | 0 - 7    | 1 - 6    |
| Gradjanski HSK Zagreb | 4 - 8  | SK Viktoria Žižkov | 3 - 2    | 1 - 6    |
| SK Rapid Wien         | 7 - 71 | Hungária FC        | 6 - 4    | 1 - 3    |

1 Rapid Vídeň zvítězil v rozhodujícím zápase na neutrální půdě 1:0.

## Semifinále
| Domácí v 1. zápase | Celkem | Hosté v 1. zápase | 1. zápas | 2. zápas |
| ------------------ | ------ | ----------------- | -------- | -------- |
| SK Admira Wien     | 1 - 3  | Ferencvárosi TC   | 1 - 2    | 0 - 1    |
| SK Viktoria Žižkov | 6 - 62 | SK Rapid Wien     | 4 - 3    | 2 - 3    |

2 Rapid Vídeň zvítězil v rozhodujícím zápase na neutrální půdě 3:1.

## Finále
| Domácí v 1. zápase | Celkem | Hosté v 1. zápase | 1. zápas | 2. zápas |
| ------------------ | ------ | ----------------- | -------- | -------- |
| Ferencvárosi TC    | 10 - 6 | SK Rapid Wien     | 7 - 1    | 3 - 5    |